# Mats Haldin
Mats Haldin (* 17. května 1975, Korsholm) je finský reprezentant v orientačním běhu. Jeho největším úspěchem jsou dvě stříbrné medaile z Mistrovství světa v orientačním běhu z let 2003 a 2006. V současnosti běhá za finský klub Halden SK. Se svou manželkou, českou reprezentantkou v orientačním běhu Vendulou Haldin, má dceru Hannu.